# Once Upon a Time
För TV-serien, se Once Upon a Time (TV-serie)
Once Upon a Time är ett album av det skotska bandet Simple Minds, utgivet 1985. 
Intresset för bandet var vid den här tiden stort till följd av den hit de haft med låten "Don't You (Forget About Me)", från soundtracket till filmen Breakfast Club. Albumet blev etta på albumlistan i Storbritannien och tia i USA.
24 januari 1986 spelade Simple Minds i Scandinavium i Göteborg, dagen efter i Stockholm i Johanneshovs isstadion.

## Låtlista
1. "Once Upon a Time" - 5:45
2. "All the Things She Said" - 4:16
3. "Ghost Dancing" - 4:45
4. "Alive and Kicking" - 5:26
5. "Oh Jungleland" - 5:14
6. "I Wish You Were Here" - 4:42
7. "Sanctify Yourself" - 4:57
8. "Come a Long Way" - 5:09